# سارا لوبيز (متسابقة يخت)
سارا لوبيز (بالإسبانية: Sara López)‏ هي متسابقة يخت إسبانية، ولدت في 29 نوفمبر 1992.

## وصلات خارجية
- سارا لوبيز على موقع الاتحاد الدولي للملاحة الشراعية (موقع جديد) (الإنجليزية)
- سارا لوبيز على موقع اللجنة الأولمبية الدولية (الإنجليزية)
- سارا لوبيز على موقع أوليمبيديا (الإنجليزية)